# Teotlaltzingo
Teotlaltzingo är en ort i Mexiko.   Den ligger i kommunen San Felipe Teotlalcingo och delstaten Puebla, i den sydöstra delen av landet, 70 km öster om huvudstaden Mexico City. Teotlaltzingo ligger 2 417 meter över havet och antalet invånare är 6 138.
Terrängen runt Teotlaltzingo är varierad. Runt Teotlaltzingo är det ganska tätbefolkat, med 96 invånare per kvadratkilometer. Närmaste större samhälle är San Martin Texmelucan de Labastida, 8,7 km nordost om Teotlaltzingo. Trakten runt Teotlaltzingo består till största delen av jordbruksmark.